# Diocesi di Ciudad Victoria

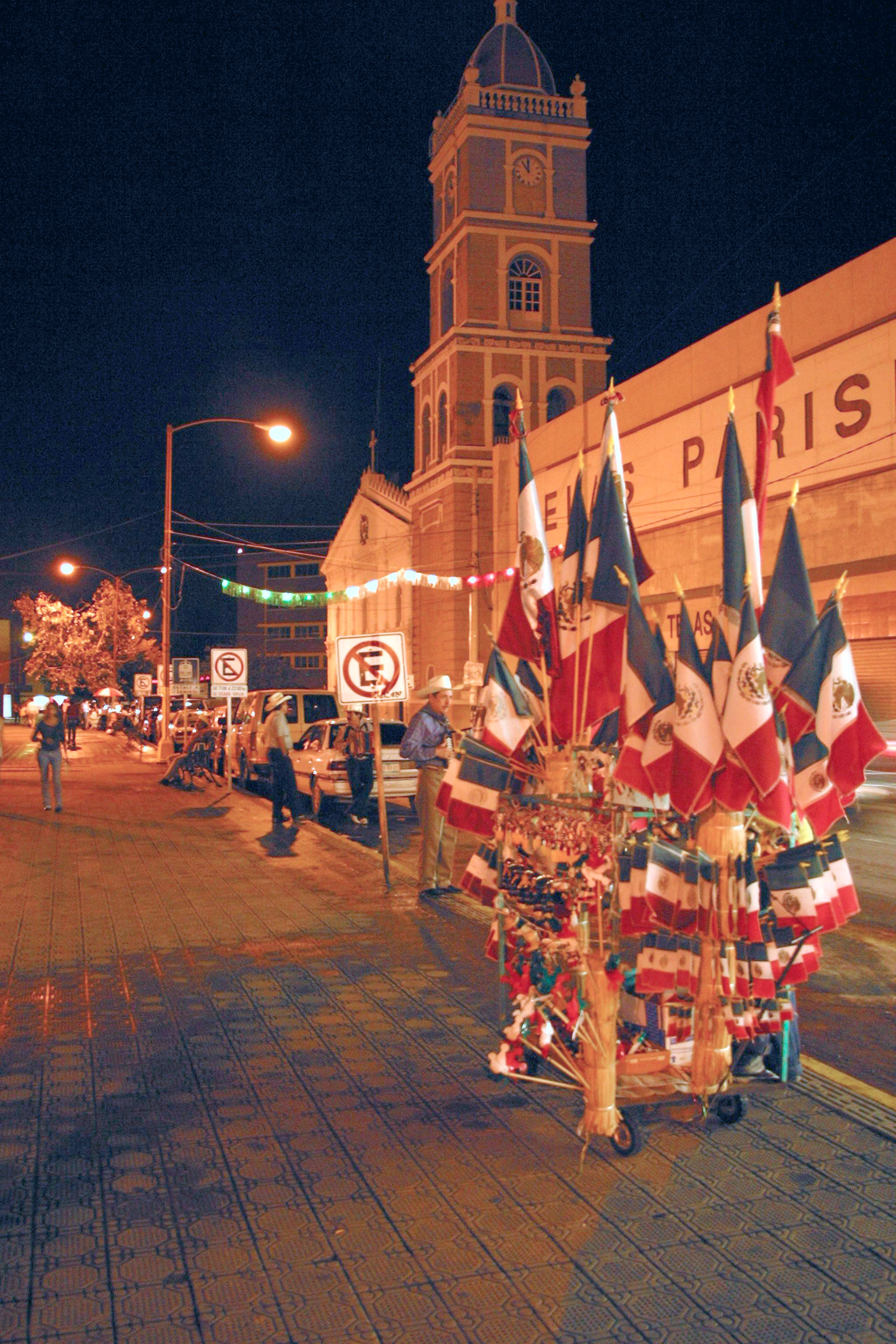
La basilica minore di Nostra Signora del Rifugio di Ciudad Victoria.

La diocesi di Ciudad Victoria (in latino Dioecesis Civitatis Victoriensis) è una sede della Chiesa cattolica in Messico suffraganea dell'arcidiocesi di Monterrey. Nel 2023 contava 435.200 battezzati su 502.000 abitanti. È retta dal vescovo Óscar Efraín Tamez Villareal.

## Territorio
La diocesi comprende 20 comuni della parte centrale dello stato messicano di Tamaulipas: Burgos, Cruillas, San Nicolás, Mainero, Villagrán, San Carlos, Jiménez, Abasolo, Soto la Marina, Hidalgo, Padilla, Güémez, Casas, Victoria, Llera, Jaumave, Miquihuana, Palmillas, Bustamante, Tula.
Sede vescovile è Ciudad Victoria, dove si trova la cattedrale del Sacro Cuore di Gesù. Nella stessa città sorge la basilica minore di Nostra Signora del Rifugio, che fu la prima cattedrale della diocesi di Tampico.
Il territorio si estende su una superficie di 39.720 km² ed è suddiviso in 35 parrocchie, raggruppate in 6 decanati: cattedrale, Nostra Signora del Rifugio, Cristo Re, Hidalgo, Jiménez e Tula.

## Storia
Una diocesi di Ciudad Victoria-Tamaulipas fu eretta nel 1870 da papa Pio IX, ma nel 1958 prese il nome di diocesi di Tampico, dopo che la residenza episcopale si era trasferita in quest'ultima città sin dal 1922.
L'attuale diocesi è stata eretta il 21 dicembre 1964 con la bolla Cum sit Ecclesia di papa Paolo VI, ricavandone il territorio dalle diocesi di Matamoros (oggi diocesi di Matamoros-Reynosa) e di Tampico.
Il 1º settembre 1977 è stato istituito il seminario vescovile.

## Cronotassi dei vescovi
Si omettono i periodi di sede vacante non superiori ai 2 anni o non storicamente accertati.
- José de Jesús Tirado Pedraza † (1º aprile 1965 - 25 gennaio 1973 nominato vescovo ausiliare di Monterrey[3])
- Alfonso de Jesús Hinojosa Berrones † (12 febbraio 1974 - 31 maggio[4] 1985 nominato vescovo ausiliare di Monterrey)
- Raymundo López Mateos, O.F.M. † (20 dicembre 1985 - 3 novembre 1994 dimesso)
- Antonio González Sánchez (3 novembre 1995 - 30 marzo 2021 dimesso)[5]
- Óscar Efraín Tamez Villareal, dal 23 settembre 2021

## Statistiche
La diocesi nel 2023 su una popolazione di 502.000 persone contava 435.200 battezzati, corrispondenti all'86,7% del totale.
| anno | popolazione | popolazione | popolazione | presbiteri | presbiteri | presbiteri | presbiteri                | diaconi | religiosi | religiosi | parrocchie |
| anno | battezzati  | totale      | %           | numero     | secolari   | regolari   | battezzati per presbitero | diaconi | uomini    | donne     | parrocchie |
| ---- | ----------- | ----------- | ----------- | ---------- | ---------- | ---------- | ------------------------- | ------- | --------- | --------- | ---------- |
| 1965 | 202.000     | 202.000     | 100,0       | 18         | 18         |            | 11.222                    |         | 5         | 37        | 23         |
| 1970 | 270.750     | 285.000     | 95,0        | 35         | 23         | 12         | 7.735                     |         | 14        | 47        | 28         |
| 1976 | 285.693     | 300.730     | 95,0        | 32         | 23         | 9          | 8.927                     |         | 16        | 45        | 20         |
| 1980 | 329.000     | 376.000     | 87,5        | 31         | 24         | 7          | 10.612                    |         | 13        | 30        | 23         |
| 1990 | 370.000     | 424.000     | 87,3        | 37         | 23         | 14         | 10.000                    |         | 23        | 85        | 28         |
| 1999 | 400.000     | 500.000     | 80,0        | 46         | 33         | 13         | 8.695                     |         | 17        | 110       | 31         |
| 2000 | 405.000     | 510.000     | 79,4        | 49         | 35         | 14         | 8.265                     |         | 16        | 110       | 31         |
| 2001 | 400.000     | 515.000     | 77,7        | 47         | 32         | 15         | 8.510                     |         | 18        | 112       | 32         |
| 2002 | 370.770     | 463.462     | 80,0        | 53         | 37         | 16         | 6.995                     |         | 22        | 79        | 33         |
| 2003 | 370.770     | 463.462     | 80,0        | 45         | 36         | 9          | 8.239                     |         | 17        | 84        | 33         |
| 2004 | 387.241     | 463.762     | 83,5        | 41         | 32         | 9          | 9.444                     |         | 20        | 78        | 33         |
| 2006 | 387.241     | 463.762     | 83,5        | 45         | 33         | 12         | 8.605                     |         | 18        | 89        | 33         |
| 2016 | 401.663     | 480.200     | 83,6        | 57         | 48         | 9          | 7.046                     |         | 10        | 89        | 35         |
| 2019 | 418.440     | 492.820     | 84,9        | 63         | 54         | 9          | 6.641                     |         | 10        | 89        | 35         |
| 2021 | 430.850     | 507.500     | 84,9        | 59         | 50         | 9          | 7.302                     |         | 10        | 89        | 35         |
| 2023 | 435.200     | 502.000     | 86,7        | 65         | 55         | 10         | 6.695                     |         | 11        | 70        | 35         |